# Оптика на тънки слоеве
Оптиката на тънките слоеве е раздел от оптиката, който разглежда теорията и практическото приложение на тънките слоеве като оптични покрития. Те се нанасят върху оптично стъкло, от което се изготвят оптични системи. Целта е да повлияят върху отражението и пропускането на светлината и това се постига ако дебелината им е съизмерима с дължината на вълната.
Най-интересни свойства имат тънките слоеве с дебелина, равна на една четвърт от дължината на вълната, които в зависимост от показателя на пречупване максимално намаляват или увеличават отражението на светлината от повърхността.

## Теория
Ако светлина с дължина на вълната λ пада от среда с показател на пречупване {\displaystyle n_{1}} под ъгъл на падане {\displaystyle \theta _{1}} върху подложка от материал с показател на пречупване
{\displaystyle n_{3}}, покрита с тънък слой с показател на пречупване {\displaystyle n_{2}} и дебелина h, то
при оптична дебелина на слоя (произведението от физическата дебелина и показателя на пречупване {\displaystyle H=n_{2}h}), кратна на λ както следва:
{\displaystyle H={\frac {\lambda }{4\cos \theta _{2}}},\quad {\frac {3\lambda }{4\cos \theta _{2}}},\quad {\frac {5\lambda }{4\cos \theta _{2}}},\ldots }
коефициентът на отражение се определя по формулата
{\displaystyle R=\left({\frac {r_{12}-r_{23}}{1-r_{12}r_{23}}}\right)^{2}}
където {\displaystyle r_{12}} – е коефициентът на отражение на границата на средите 1 и 2, и в случай на нормално падане
{\displaystyle R=\left({\frac {n_{1}n_{3}-n_{2}^{2}}{n_{1}n_{3}+n_{2}^{2}}}\right)^{2}}.
Оттук следва, че коефициентът на отражение може да стане нула, ако материалите се подберат така, че {\displaystyle n_{1}n_{3}=n_{2}^{2}}. На този принцип работят просветляващите (антиотражателните, антирефлексните) покрития. Обикновено е трудно да се подбере вещество, за което това съотношение да се изпълнява идеално (а освен това е необходимо и слоят да има добра адхезия към стъклото, затова се използват вещества с близък показател на пречупване).
Ако {\displaystyle n_{2}^{2}\gg n_{1}n_{3}}, то коефициентът на отражение става близък до единица, което се използва за производство на огледала.